# Бонмен
Бонмен (фр. Bonnemain) насеље је и општина у северозападној Француској у региону Бретања, у департману Ил и Вилен која припада префектури Сен Мало.
По подацима из 2011. године у општини је живело 1392 становника, а густина насељености је износила 58,56 становника/km². Општина се простире на површини од 23,77 km². Налази се на средњој надморској висини од 65 метара (максималној 108 m, а минималној 43 m).

## Демографија
| 1962. | 1968. | 1975. | 1982. | 1990. | 1999. | 2011. |
| ----- | ----- | ----- | ----- | ----- | ----- | ----- |
| 1.216 | 1.251 | 1.094 | 1.149 | 1.177 | 1.138 | 1.392 |

График промене броја становника у току последњих година